# Лямца (река)
Ля́мца (Лямица) — река на северо-западе России, протекает в Покровском сельском поселении Онежского района Архангельской области.
Река находится на Онежском полуострове. Вытекает из небольшого озера, расположенного западнее самого крупного в национальном парке Онежское Поморье озера Лямицкое. Устье реки находится на Онежском (Лямицком) берегу Онежской губы Белого моря, северо-западнее устья Пурнемы. Длина реки — 44 км. Высота истока — 150 м над уровнем моря.
Крупнейшие притоки: Сухая Ростань, Каменный, Корбозерский.
В устье Лямцы находится село Лямца.
Бассейновый округ — Двинско-Печорский бассейновый округ. Водохозяйственный участок — Реки бассейна Онежской губы от западной границы бассейна реки Унежма до северо-восточной границы бассейна реки Золотица (Летняя Золотица) без реки Онега.

## Карты
- Лист карты Q-37-31,32 Каневка. Масштаб: 1 : 100 000. Состояние местности на 1982 год. Издание 1988 г.